# رابرت ئی. لی
رابِرت اِدْوارْد لی (انگلیسی: Robert Edward Lee؛ زاده ۱۹ ژانویهٔ ۱۸۰۷ درگذشته ۱۲ اکتبر ۱۸۷۰) یک ژنرال آمریکایی بود که به فرماندهی ارتش مؤتلفهٔ ویرجینیای شمالی در دوران جنگ داخلی آمریکا از سال ۱۸۶۲ تا زمان تسلیمش شناخته می‌شود. لی تا پایان جنگ داخلی آمریکا به جفرسون دیویس رئیس‌جمهور ایالات برده دار جنوبی وفادار ماند تا این که سرانجام ژنرال یولیسیز سایمن گرانت لی را در اِپومَِتِکس کورت هاوس در سال ۱۸۶۵ شکست داد و جنگ داخلی پایان یافت. ۵ سال بعد لی درگذشت. استون‌وال جکسن معروف‌ترین فرمانده تاریخ زیر نظر لی بود

## مجسمه رابرت ادوارد لی
مجسمه رابرت ادوارد لی در پارک آزادی بردگان (پیشتر پارک لی) در شهر شارلوتزویل، ویرجینیا قرار دارد؛ که در اوت سال ۲۰۱۷ در اثر تصمیم شهرداری شارلوتزویل به حذف این مجسمه گردهمایی اتحاد راست‌گرایان ۲۰۱۷ در این شهر برگزار شد.
این مجسمه در سپتامبر سال ۲۰۲۱ از پارک آزادی برداشته شد.

## گردهمایی اتحاد راست‌گرایان ۲۰۱۷
گردهمایی اتحاد راست‌گرایان ۲۰۱۷ (انگلیسی: 2017 Unite the Right rally) گردهمایی مسلح برترپنداران نژاد سفید (راست‌گرایان افراطی، ملی‌گرایان سفیدپوست، و نونازیست‌ها) در شهر شارلوتزویل در ایالت ویرجینیای آمریکا بود که در یازدهم و دوازدهم اوت ۲۰۱۷ برگزار شد. تظاهرات در اعتراض به حذف نمادهای ایالات برده‌دار جنوبی در جنگ داخلی آمریکا به ویژه تندیس اسب‌سوار رابرت ئی. لی برگزار شده بود. در اثر به خشونت کشیده شدن این گردهمایی با حملهٔ یک اتوموبیل به مخالفان گردهمایی یک‌نفر کشته و ۱۹ نفر زخمی شدند که حال پنج نفر از آنها وخیم گزارش شده بود. همچنین در اثر سقوط یک هلیکوپتر پلیس ایالتی که ناظر به خشونت کشده شدن تظاهرات بود دو مأمور کشته شدند.

## نگارخانه

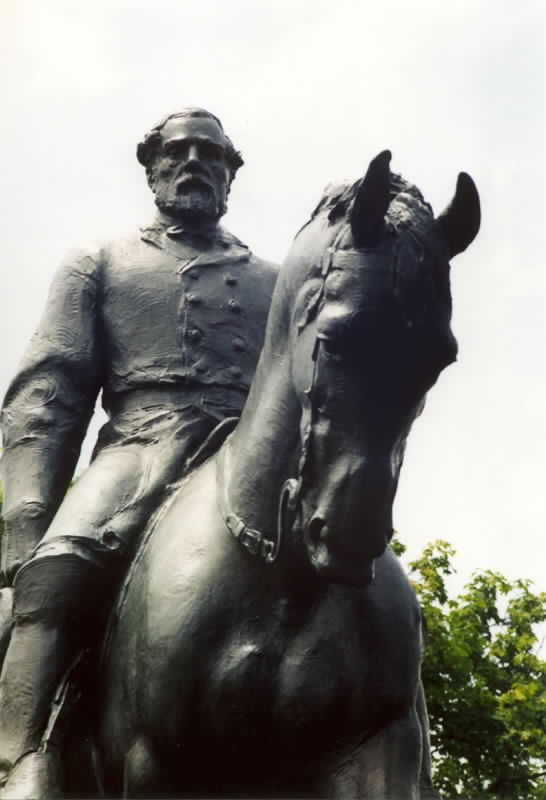
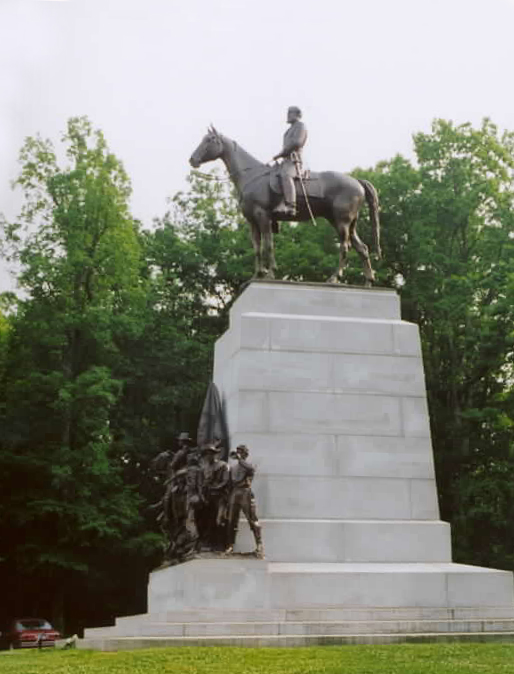
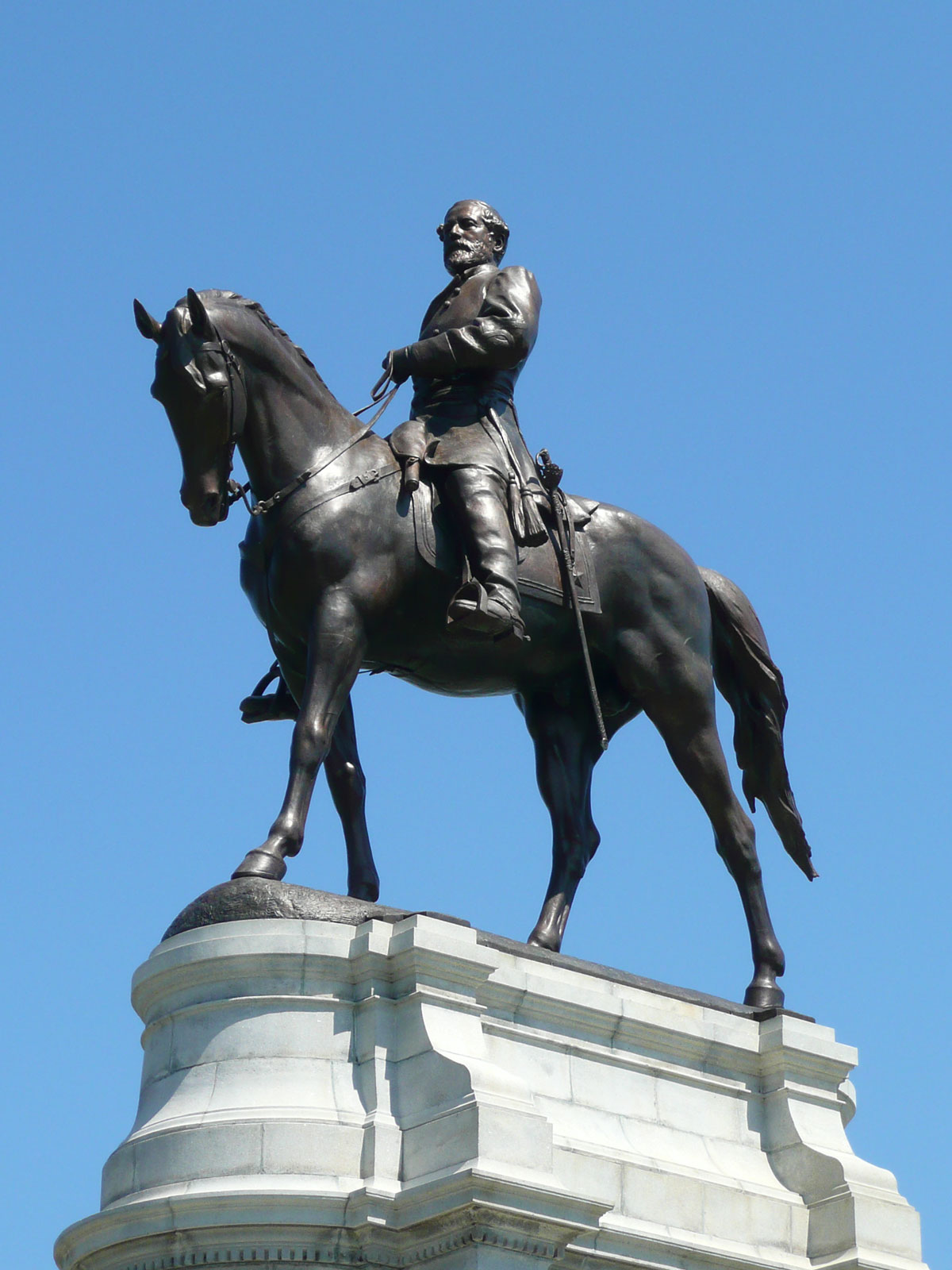
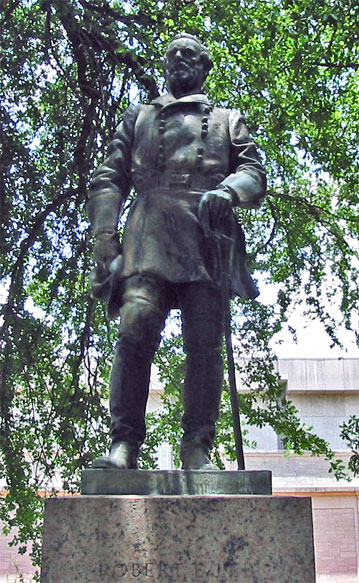
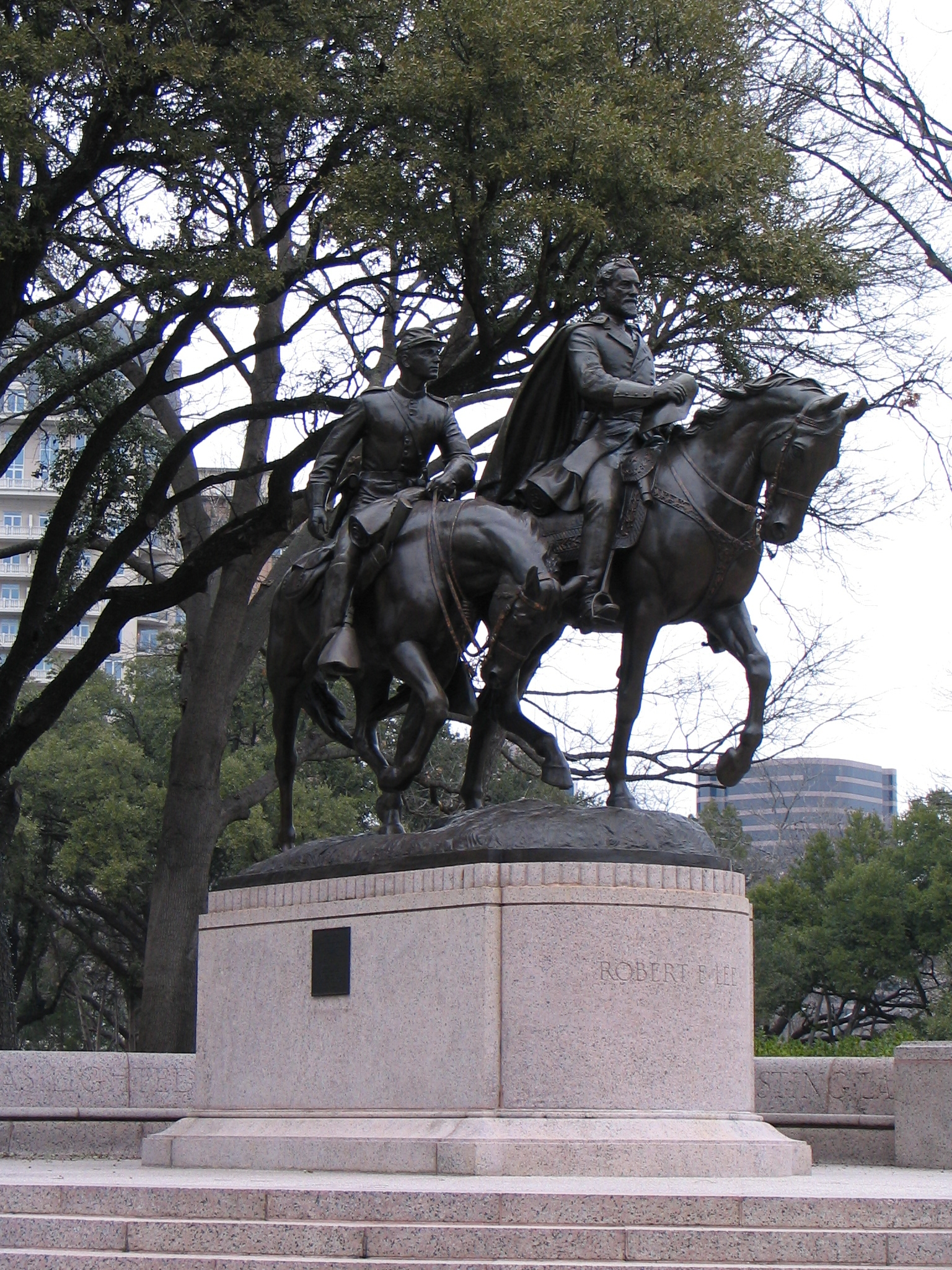